# María Fernanda Beltrán
María Fernanda Beltrán Figueroa (Culiacán, Sinaloa, 15 de febrero de 2000) es una modelo y reina de belleza mexicana, ganadora del concurso Miss Universe Mexico 2024. Representó a México en Miss Universo 2024 donde obtuvo el puesto de segunda finalista.

## Biografía
María Fernanda Beltrán nació el 15 de febrero del 2000 en la ciudad de Culiacán, Sinaloa. Es engresada en la licenciatura de Mercadotecnia y Comunicación Social en el Instituto Tecnológico y de Estudios Superiores de Monterrey (ITESM).

## Concursos de belleza

### Miss Grand México 2023
El 3 de septiembre se llevó a cabo la final en la ciudad de Culiacán, Sinaloa. Al final del evento, se alzó con el título de Miss Grand México 2023 obteniendo la oportunidad de representar a México en Miss Grand Internacional 2023.

### Miss Grand Internacional 2023
El 25 de octubre se llevó a cabo la final de Miss Grand Internacional en el Phú Thọ Indoor Stadium ubicado en la ciudad de Ho Chi Minh, Vietnam. Al final de la noche no logró avanzar al primer corte de las 20 finalistas de Miss Grand International 2023.

### Miss Universe México
El 7 de septiembre de 2024 en la ciudad de Cancún, Quintana Roo, México se llevó a cabo la final de la primera edición de Miss universe México, donde logró alzarse con la corona, lo cual le dio la oportunidad de representar a México en Miss Universo 2024.

### Miss Universo 2024
El 16 de noviembre de 2024 se llevó a cabo la final de Miss Universe 2024 en la Arena Ciudad de México. Al final del evento,  logró obtener el puesto de segunda finalista, convirtiéndose en la tercera mexicana en lograr dicha posición, después de Amanda Olivares en Miss Universo 1988 y Sofía Aragón en Miss Universo 2019.